# Kim Hartman
Kim Hartman (Lesley Kim Hartman, Hammersmith, London, 1952. január 11. –) brit színésznő, legismertebb szerepe Helga Geerhart közlegény volt a Halló, halló! című angol televíziós sorozatban.

## Filmográfia
- Grange Hill (televíziós sorozat, 2005)
- Balesetek (televíziós sorozat, 1997)
- Halló, halló! (televíziós sorozat, 1982-1992)
- Miss Jones és fia (televíziós sorozat, 1977)